# Parti solidaire africain
Le Parti Solidaire Africain (PSA) est un parti politique actif au Congo belge, puis en République du Congo après l'indépendance du pays.

## Histoire
Le PSA est formé à la suite d'une série d'émeutes à Léopoldville en 1959 qui ont conduit à la croissance rapide des partis nationalistes africains et ont incité le gouvernement belge à annoncer que l'indépendance de la colonie était son objectif à long terme. Le parti est officiellement fondé le 1er février 1959. Antoine Gizenga devient le président général, tandis que Cléophas Kamitatu assume la fonction du président provincial.
Le PSA s'impose rapidement comme l'un des partis les mieux organisés parmi ceux qui ont émergé après l'édit du roi et établit une base solide parmi les communautés rurales des districts de Kwango et de Kwilu du pays. Avec le Mouvement national congolais le PSA se distingue parmi les nouveaux partis en ne s'identifiant pas à un groupe ethnique, mais en prêchant plutôt le socialisme.
Après les élections de 1960, le parti intègre le premier gouvernement de coalition post-indépendance, formé par Patrice Lumumba.
Cependant, à la suite de l'assassinat de Lumumba en 1961, le PSA s'est retrouvé dans l'opposition. La rébellion qui a éclaté au Kwilu durant la crise congolaise a été menée par une faction du PSA dirigée par le maoïste Pierre Mulele.
Progressivement marginalisé sur la scène politique, le PSA disparaît complètement après l'ascension de Joseph-Désiré Mobutu en 1965.